# Athirne
Athirne o Athairne el Inoportuno era un poeta y un sátiro de la corte de Conchobar mac Nessa en el Ciclo de Úlster de la mitología irlandesa. Era el padre adoptivo de Amairgin mac Echit, que le sucede como jefe de los poetas en el Úlster.
Athirne abusó de los privilegios acordados a los poetas, provocando las guerras. Robó tres grupos de Midir y rechazó el ingreso y la hospitalidad a  quien se acercaba.
Athirner y sus dos hijos se enamoraron de Luaine que debía esposarse con Conchobar. Cuando ella le rechazó, Athirne escribió una sátira de ella, que se suicidó por la vergüenza. Conchobar une a todos los héroes del Úlster, cogió a Athirne en su propia casa y le mató a él con toda su familia.
- Datos: Q410498